# 藐视国会 (美国)
藐視國會（英語：contempt of Congress）是指妨礙美國國會或其任一委員會工作的行為。 在歷史上，賄賂美國參議員或眾議員均被視為藐視國會。而在現代，藐視國會適用於那些拒絕國會委員會或小組委員會傳票的行為；通常傳票是為了強制某人作證或提供所要求的文件。

## 歷史沿革
早在1970年代末期，宣佈“蔑視國會”被認為是立法機關的一種默示權力。這就好像英國議會可以對藐視議會做出裁決一樣，美國國會在早期就許多個人的各種行為發出了藐視國會的傳票。這些案例包括羅伯特·蘭德爾於1795年試圖賄賂南卡羅來納州的眾議員威廉·史密斯、報紙編輯威廉·杜安 (記者)於1800年拒絕回答參議院問題、另一份報紙的編輯撒尼爾·朗薩維爾（Nathaniel Rounsavell）於1812年向媒體發佈了敏感信息等。
通過“安德森訴鄧安案（Anderson v. Dunn）”，美國最高法院裁定美國國會有權以藐視國會拘捕某人並認為這會確保國會“……不受包括無禮、反復無常甚至陰謀等行為在內的侮辱或干擾”。 認為賄賂參議員或眾議員的行為被視為藐視國會的歷史解釋也在這一時期被放棄，取而代之的是刑事立法。1857年，美國國會頒布了一項法律，將“藐視國會”定為針對美國的刑事犯罪。
在1934年的空郵醜聞中，原美國商務部航空助理部長小威廉·麥克拉肯因在收到國會傳票後銷毀證據而被判處10日拘留。而在他向最高法院上訴敗訴後，他向參議院糾儀長切斯利·朱尼（Chesley Jurney）屈服，而後者將他拘捕在拘押在華盛頓威拉德酒店。
雖然有人說“國會在讓頑固的證人遵守方面束手無策”， 但相關案件可以提交給美國司法部處理。 但美國司法部法律咨詢局認為美國總統因受行政特權保護而可免受“藐視國會”的相關訴訟。

## 傳票權限
美國最高法院在“沃特金斯訴美國案”中確立，“國會進行調查的權力是立法程序所固有的”，並且“毫無疑問，所有公民都有義務與國會合作，努力獲得明智立法行動所需的事實。他們有義務對傳票做出回應，尊重國會及其委員會的尊嚴，並就適當調查範圍內的事項提供充分的證詞。” 國會規則賦予其所有常設委員會權力以強迫證人為其管轄範圍內的主體提供證詞和文件。委員會規則可以規定或由全體委員會發出傳票，或者允許小組委員會或委員會主席（單獨或與高級成員一起）發出傳票。
而根據“威爾金森訴美國案”，國會的傳票必須符合三個要求才能“充分合法”。 首先，委員會對廣泛主題領域的調查必須得到其所屬議院的授權；其次，調查必須追求“有效立法目的”，但不需要涉及立法，也不需要明確國會的最終意圖；最後，具體詢問必須與已授權調查的主題領域相關。
在“伊斯特蘭訴美國軍人基金會案”中，美國最高法院裁定國會傳票屬於言論或辯論條款範圍。 該條款規定，一旦確定議員在“合法立法範圍內行事”而執行強制程序，則“絕對禁止司法干預”。根據該裁決，法院一般不會聽取撤銷國會傳票的動議；即使行政部門官員拒絕遵守，法院也往往裁定此類問題屬於“政治問題”而不適合司法救濟。事實上，許多通常與法院傳票相關的法律權利並不適用於國會傳票。例如，律師—委託人特權和通常受《統一營業秘密法》保護的資訊都不需要被承認。

## 處理流程
當證人拒絕作證或提供相關文件後，委員會有權向其上級議院報告藐視國會的決議。委員會亦可以藐視法庭傳召某人，但不會立即向議院全體會議報告決議。而小組委員會而言，他們可以向全體委員會報告藐視國會的決議，而委員會則可以選擇拒絕該決議、接受該決議但不向議院全體會議報告，或接受該決議並向議院全體會議報告以採取行動。在眾議院或參議院，所報告的決議被認為具有特權，如果藐視國會決議獲得通過則議院有多種選擇來執行其決議。

### 固有权力
按國會固有的調查及處罰的權力，藐視國會的處理程序僅涉及相關的議院（眾議院或參議院）。在藐視國會罪成立後，被傳喚者將被眾議院或參議院糾儀長逮捕並帶至相應的議院。議長會提出被傳喚者的指控內容，隨後被傳喚者將根據議院的決議接受懲罰。通常處理的結果包括懲罰監禁、強制監禁或無罪釋放。:10
考慮到固有的藐視國會的處理程序的耗時，及最高法院作出的懲罰不得長於相關的議院的會期的裁定，國會在1857年為藐視國會制定了一項法定程序。雖然國會保留了對藐視國會的固有權力，並隨時可以使用，但截至2017年，國會最後一次行使該權力是在1934年的參議院對航空公司和郵政署長的調查上。在時任美國副總統約翰·加納的主持下，經過參議院為期一周的審判，律師兼前商務部航空助理部長小威廉·麥克拉肯因在收到國會傳票後銷毀證據而被判藐視國會罪名成立並處10日拘留。
隨後麥克拉肯向聯邦法院申請人身保護令，要求推翻國會對其的拘留懲罰。但經過法院審理，最終美國最高法院裁定國會行為合憲並在“朱尼訴麥克拉肯案”中駁回了該申請。

### 法定程序
在藐視國會罪名成立後，議院議長會被指示將案件移交至哥倫比亞特區聯邦檢察官處理；而根據法律規定，聯邦檢察官有責任將相關行動提交至大陪審團。 藐視國會罪將被判處1個月至12個月的監禁並處100至100,000美元的罰鍰。

### 民事程序
依據參議院規則，參議院有權指示參議院法律顧問對任何被發現藐視國會的個人提起民事訴訟。根據參議院動議，聯邦地區法院會發出一項命令，要求某人遵守參議院規則。如果當事人拒絕遵守法院的命令則該人可能會被指控藐視法庭，並可能受到法院的制裁。該流程已至少使用六次。

## 延伸閱讀
- Todd Garvey.  (PDF). 國會研究處. 2017-05-12  [2024-03-06]. （原始内容 (PDF)存档于2024-01-13）.

- Michael A. Zuckerman.  (PDF). Journal of Law & Politics（英语：Journal of Law & Politics）. 2009, 25 (1): 41  [2024-03-06]. SSRN 1337884 . （原始内容 (PDF)存档于2010-04-15）.